# Rejon tiemriukski
Rejon tiemriukski (ros. Темрюкский район) – rejon wchodzący w skład Kraju Krasnodarskiego, części Rosji. Według danych z 2021 roku rejon zamieszkiwało 127 461 osób.